# Tanycyt
Der Tanycyt (Ependymocytus columnaris) ist ein zum Ependym gehörender Zelltyp.
Die hochprismatischen Tanycyten tragen apikal Mikrovilli, häufig auch eine Cilie, und laufen basal in einem langen Fortsatz aus, der sich bei niedrigen Tieren bis zur Membrana limitans gliae externae (äußere Gliagrenzmembran) erstrecken kann.
Die Tanycyten sind apikal durch Tight Junctions verbunden. Viele zirkumventrikuläre Organe sind durch Tanycyten charakterisiert, z. B. das Subkommissuralorgan und die Eminentia mediana.
Sie gelten als Ursprungsgewebe der Chordoiden Gliome.